# Мемминген (аэропорт)
Аэропорт Мемминген (Альгой) (нем. Flughafen Memmingen, также нем. Allgäu Airport, нем. Flughafen Memmingerberg, нем. Flughafen München-West) — пассажирский аэропорт возле города Меммингена (Бавария, ФРГ) в регионе Альгой (нем. Allgäu).
Наиболее высоко расположенный из аэропортов Германии (633 метра над уровнем моря). Обслуживает регулярные и чартерные рейсы в основном бюджетных авиакомпаний.

## Направления и авиакомпании
Аэропорт обслуживает международные рейсы в  несколько десятков аэропортов Европы.. 
Рейсы выполняются авиакомпаниями Ryanair, Wizz Air, flytouropa/Avanti Air и Germania и др.  
В 2015 г. Wizz Air выполняет авиарейсы: Вильнюс (VNO), Киев Жуляны (IEV), Белград (BEG), Скопье (SKP), Клуж-Напока (CLJ), София (SOF),  Тимишоара (TSR), Тыргу Муреш (TGR), Тузла (Босния) (TZL) и другие.
С 3 марта 2016 выполняются рейсы из Москвы (Внуково) компанией Победа (больше не выполняются).

## Наземное сообщение
Аэропорт находится в четырёх километрах восточнее Меммингена и в ста десяти километрах западнее центра Мюнхена.
Регулярное автобусное сообщение с Мюнхеном, Ульмом, Ландсбергом-на-Лехе, Аугсбургом, Нюрнбергом, Ингольштадтом.
Аэропорт расположен неподалёку от автобанов A7 (Хандевит — Фюссен) и A96 (Мюнхен — Линдау).
Общественный транспорт: автобус от железнодорожного вокзала Мемминген (Memmingen Bahnhof).